# Torfkraftwerk Wiesmoor
Das Torfkraftwerk Wiesmoor ist ein ehemaliges Torfkraftwerk in Wiesmoor, Ostfriesland.
Der Bau des Kraftwerks wurde durch Geheimrat Ramm vorangetrieben. Das industrielle Abtorfen war gerade entwickelt worden, und Ramm wollte der Moorkolonisierung neue Impulse verleihen. Daher nahm er Kontakt mit dem Siemens-Konzern auf, der gerade die Kohleverstromung weiterentwickelte. So wurde das Torfkraftwerk entworfen. Es zählte zu den ersten Dampfturbinenkraftwerken Norddeutschlands. Dabei war der Staat für die Torflieferung und die Siemens-Elektrische-Betriebe (SEB) für die Stromerzeugung zuständig, ab 1926 bis zum Abriss 1965 die Nordwestdeutsche Kraftwerke AG.
Zunächst waren zwei Probleme zu lösen: einen tragfähigen Untergrund zu finden und Zugang zu Brauchwasser zu erschließen. Um das zweite Problem zu lösen, begann man 1906 bei Marcardsmoor, einen Verbindungskanal von Ems-Jade-Kanal zu graben. Die Verlängerung des Nordgeorgsfehnkanals bis zur Jümme wurde 1922 fertiggestellt. An der Kreuzung zwischen dem Kanal und der Verbindungsstraße Friedeburg-Strackholt (heutige Bundesstraße 436) wurde das Kraftwerk errichtet. Mit seinem Bau wurde 1907 begonnen, und 1909 ging es mit drei Anlagen und 3240 kW Leistung in Betrieb. Bis 1921 wurde es auf sieben Turbinen und 16 MW Leistung erweitert. Schon bald musste auch Kohle über den Kanal angeliefert werden, um die steigende Nachfrage nach Elektrizität zu befriedigen. Die SEB übernahmen 1921 das Kraftwerk vollständig, da der Staat sich nicht in der Lage sah, die Torflieferungen weiter durchzuführen. Prompt wurde die Kohlefeuerung wieder aufgegeben und das Kraftwerk vollständig auf Torf umgestellt, 1925 waren die Umbauten beendet. Das Werk baute nun 120.000 Tonnen Torf ab (vorher: 40.000) und benötigte nun 1,2 kg/kWh statt vorher 4 kg/kWh. 1926 wurde das Werk an die Nordwestdeutsche Kraftwerke AG verkauft. Von 1942 bis 1944 wurde das Werk modernisiert und konnte seine Stromproduktion verdoppeln. Nach dem Zweiten Weltkrieg wurde die Stromproduktion immer unrentabler, da die Moorflächen immer kleiner wurden. Das führte dazu, dass das Werk 1965 geschlossen und abgerissen wurde. Auf dem Gelände befindet sich jetzt der 11.000 m² große Jan-Hinrichs-Park (Jan Hinrichs war seit 1921 Direktor des Torfkraftwerks).
Das Werk wurde 1966 durch ein Gasturbinenkraftwerk ersetzt. Es hatte etwa die doppelte Leistung, aber auch dessen Betrieb endete 1995. Auf dem Gelände des ehemaligen Kraftwerks mitten im Zentrum von Wiesmoor befinden sich heute die Sparkasse Aurich-Norden sowie ein im Eigentum der BDA Immobilien GbR stehendes Bürogebäude mit ca. 2.700 m² Nutzfläche, in dem auch das Rathaus der Stadt untergebracht ist.

## Gärtnerei
1925 errichtete man neben dem Kraftwerk eine Gewächshausplantage, die Wiesmoor-Gärtnerei, die mit Abwärme aus dem Kraftwerk versorgt wurde. In der Anlage wurden vor allem Gurken und Tomaten angebaut. Betrieben wurde die Anlage von der NWK-Tochter Wiesmoor-Gärtnerei GmbH, heute Wiesmoor-Gärtnerei und Baumschule GmbH.